# Teodoro Locsin Jr.
Teodoro Lopez Locsin Jr., detto Teddy Boy (Manila, 15 novembre 1948), è un politico, diplomatico e giurista filippino, ambasciatore delle Filippine nel Regno Unito dal 30 agosto 2022 ed ex ministro degli Esteri del Governo Duterte.
È stato membro della Camera dei rappresentanti filippina dal 2001 al 2010, nonché ambasciatore delle Filippine alle Nazioni Unite per il biennio 2017-18.

## Biografia
Nasce a Manila il 15 novembre 1948. Suo padre era il celebre giornalista ed editore Teodoro Locsin Sr., appartenente al ramo Negrense della famiglia Locsin di Molo, Iloilo. 
Compie i suoi studi dapprima all'Università Ateneo de Manila, dove si laurea in giurisprudenza, e consegue successivamente un LL.M. presso l'Università di Harvard.
Tra la fine degli anni '60 e l'inizio degli anni '80 alterna la sua attività di avvocato con quella di giornalista, diventando portavoce della presidente Corazon Aquino nel 1986. Dal 2001 al 2010 siede alla Camera dei rappresentanti, e per un breve periodo insegna diritto all'istituto universitario benedettino San Beda, tra il 2015 e il 2017. Nel 2017 viene designato rappresentante permanente delle Filippine presso le Nazioni Unite dal presidente Rodrigo Duterte, cessando da quest'ultimo incarico nell'ottobre 2018, quando accetta di diventare segretario agli Affari Esteri.